# مارك واشكي
مارك واشكي (بالإنجليزية: Mark Waschke)‏ هو ممثل ألماني ولد في 10 مارس 1972،أشتهر بدور نوح في مسلسل دارك.

## وصلات خارجية
- مارك واشكي على موقع IMDb (الإنجليزية)
- مارك واشكي على موقع مونزينجر (الألمانية)
- مارك واشكي على موقع ألو سيني (الفرنسية)
- مارك واشكي على موقع ميوزك برينز (الإنجليزية)
- مارك واشكي على موقع أول موفي (الإنجليزية)
- مارك واشكي على موقع قاعدة بيانات الفيلم (الإنجليزية)
- مارك واشكي على موقع كينوبويسك (الروسية)